# Bernd Ogan

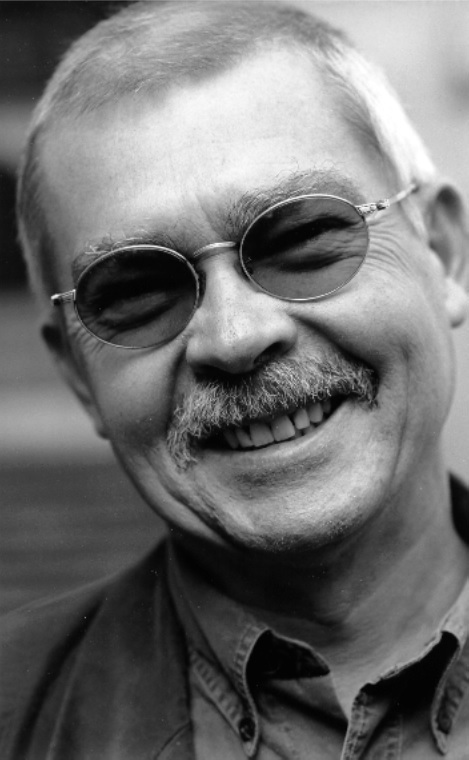
Bernd Ogan (2015)

Bernd Ogan (* 29. Oktober 1942 in Gleiwitz; † 1. Mai 2019) war ein deutscher Pädagoge und Publizist. Er entwickelte Anfang der 1980er Jahre in Nürnberg die Ausstellung „Faszination & Gewalt“. Es war die erste historisch-kritische Auseinandersetzung mit der Funktionsweise der NS-Diktatur am Ort der nationalsozialistischen Reichsparteitage.

## Leben
Aufgewachsen in Wolframs-Eschenbach und Nürnberg, studierte Ogan von 1962 bis 1971 Philosophie, Theologie und Germanistik in Bamberg und Tübingen. Anschließend war er Lehrer am Labenwolf-Gymnasium und Mitarbeiter des Pädagogischen Instituts (PI) der Stadt Nürnberg. 1978 entzog ihm das Erzbistum Bamberg die Missio canonica, also die Lehrbefugnis in katholischer Religion, weil er seine Kinder nicht taufen ließ. In den 1980er Jahren konzipierte, organisierte und betreute er die Ausstellung „Faszination und Gewalt – Nürnberg und der Nationalsozialismus“ im Inneren der Zeppelintribüne auf dem ehemaligen Reichsparteitagsgelände. Von 1996 bis zu seiner Pensionierung 2004 war er Direktor des Labenwolf-Gymnasiums. Er war Lehrbeauftragter für Philosophiegeschichte in der Betriebswirtschaftslehre an der Georg-Simon-Ohm-Hochschule Nürnberg (Vorgängereinrichtung der Technischen Hochschule Nürnberg Georg Simon Ohm). Bernd Ogan war verheiratet und hat zwei Töchter.

## Wirken
Im Vorfeld des 50. Jahrestags der nationalsozialistischen Machtübernahme 1983 entwickelte Bernd Ogan zusammen mit dem Historiker Siegfried Zelnhefer und dem Politologen Eckart Dietzfelbinger Idee und Konzept zu einer Ausstellung über Nürnbergs hervorgehobene Stellung im Nationalsozialismus als „Stadt der Reichsparteitage“. Gefördert durch den Kulturreferenten Hermann Glaser, entstand zunächst eine Tonbildschau, die im sogenannten Goldenen Saal auf mehreren Monitoren zu sehen war. 1985 wurde dann an derselben Stelle im Inneren der Zeppelintribüne des Reichsparteitagsgeländes die Ausstellung „Faszination & Gewalt“ eröffnet. Sie zog, obgleich nur in den Sommermonaten zu besichtigen, bis zu ihrer Schließung 2001 mehrere Hunderttausend Besucher an. Neben sachlicher Information auf schlichten Holztafeln gehörten künstlerische Auseinandersetzungen mit dem Thema zum Konzept. Ogan entwickelte gemeinsam mit Thomas Schadt ausstellungsbegleitende Videofilme. Vor dem Eingang empfing eine drei Meter hohe Skulptur aus US-amerikanischen Panzerrohren („Overkill I & II“) die Besucher. Sie stammte, ebenso wie die 1988 gezeigte Rauminstallation „Litzmannstadt“, von dem Künstler Hans-Jürgen Breuste. Zu den Aufsehen erregenden Veranstaltungen, die Ogan im Rahmenprogramm der Ausstellung organisierte, gehörte auch ein Konzert der Band Einstürzende Neubauten, das 1986 im Goldenen Saal der Zeppelintribüne stattfand. Der von Ogan gefundene Ausstellungstitel „Faszination & Gewalt“ ist mittlerweile vielfach kopiert und variiert worden. Seit 2001 fungiert er als Titel der Dauerausstellung im neu gegründeten Dokumentationszentrum Reichsparteitagsgelände.
Neben seinen Aktivitäten als Ausstellungsmacher veröffentlichte Bernd Ogan Bücher und Aufsätze zur Ästhetik des Nationalsozialismus, schrieb theologische Beiträge, einen Roman, ein Theaterstück sowie Buchrezensionen, Schulfunksendungen zum Religionsunterricht, Jazz-Kritiken und Gedichte. In den 1980er Jahren organisierte er in Nürnberg mehrere Lesungen mit Schriftstellern aus der DDR, u. a. mit Helga Schubert und Lutz Rathenow.

## Werke
- Ahnenerbe. Eine deutsche Gesellschaftskomödie. Uraufführung als szenische Lesung im Markgrafentheater Erlangen am 1. Mai 2002.
- Überwinterung. Roman, zusammen mit Franz Hummel (Musik) und Gregor Hiltner (Malerei), Livorno Verlag 2000.
- Lehrpraktische Analysen zu Heinrich Heines „Deutschland – Ein Wintermärchen“ sowie zu Thomas Manns „Tristan“.
- Arbeitstexte für den Unterricht: Heinrich von Kleist: Michael Kohlhaas: Die Marquise von O…
- Arbeitstexte für den Unterricht: Formen oppositioneller Literatur in Deutschland und Literaturzensur in Deutschland (alle bei Reclam).
- Faszination und Gewalt – Zur politischen Ästhetik des Nationalsozialismus, Nürnberg Tümmels Verlag 1992.
- Architektur als Weltanschauung – Ein Beitrag über die Ästhetisierung von Politik, in: Kulissen der Gewalt. Das Reichsparteitagsgelände in Nürnberg, Hugendubel Verlag München 1992, S. 123–140.
- Steine für die Ewigkeit. Das ehemalige Reichsparteitagsgelände. (zus. mit Wolfgang W. Weiss), In: Nürnberg zu Fuß. 20 Stadtrundgänge, hrsg. Von Holger Twele, VSA-Verlag, Hamburg 1988
- Bernd Ogan, Wolfgang W. Weiss: Das Reichsparteitagsgelände. Steine für die Ewigkeit In: Helmut Weihsmann. Bauen unterm Hakenkreuz. Architektur des Untergangs, S. 717–722, Wien, PRO MEDIA 1998.
- Gebauter Größenwahn. Das ehemalige Reichsparteitagsgelände, in: Raus in die Stadt. Ein Führer für Kinder durch Nürnberg, Fürth, Erlangen und Schwabach, hrsg. von Holger Twele, Elefanten Press, Berlin 1989, S. 36–43.
- Faszination und Gewalt, Nürnberg und der Nationalsozialismus. Eine Ausstellung (zusammen mit Wolfgang W. Weiss Hg.) Pädagogisches Institut der Stadt Nürnberg, 1990.
- „Aber Hitler hat doch…“. Sieben Legenden über das Dritte Reich (zusammen mit Carlo Jahn), Pädagogisches Institut der Stadt Nürnberg, Materialien für Schule und Bildungsarbeit.

## Theologische Texte
- „Jesus von Nazareth“ – Ein Mystagoge als Glaubenshüter, in: „Jesus von Nazareth“ in der wissenschaftlichen Diskussion, hrsg. von Hermann Häring, LIT Verlag Wien/Berlin 2008, S. 291–306.
- Tod und Auferstehung – eine rhetorische Glanzleistung. Oder wie man der päpstlichen Aufforderung nachkommt, besonders sorgsam zu hören und zu lesen – Eine Leseübung, in: Der Jesus des Papstes. Passion, Tod und Auferstehung im Disput, hrsg. von Hermann Häring, LIT Verlag Berlin 2011, S. 203–214.